# Ralph Nelson
Pour les articles homonymes, voir Nelson.
Ralph Nelson, né le 12 août 1916 à New York et mort le 21 décembre 1987 à Santa Monica, est un réalisateur américain.
Il a beaucoup tourné pour la télévision, réalisant de nombreux épisodes de séries TV. Au cinéma, il s'est intéressé au problème du racisme autant vis-à-vis des Noirs (Tick... Tick... Tick et la violence explosa, Le Vent de la violence) que des Indiens (La Bataille de la vallée du diable, Soldat bleu).  

## Biographie
Il fait ses débuts à Broadway comme garçon de course puis comme comédien. Pendant la guerre il est pilote et rédige un manuel de pilotage, avant de redevenir comédien en 1945, puis réalisateur de dramatiques pour la télévision. Son premier film pour le cinéma est Requiem pour un champion avec Anthony Quinn, et lui permet de tourner par la suite le premier film américain avec Alain Delon, Les Tueurs de San Francisco (Once a Thief). Par la suite il affirme son antiracisme, aussi bien celui concernant les noirs que les indiens.

## Filmographie
- 1950 : The Stage Door (série télévisée)
- 1956 : This Happy Breed (TV)
- 1957 : Cinderella (TV)
- 1957 : Blood Money (TV)
- 1962 : Requiem pour un champion
- 1963 : Le Lys des champs (Lilies of the Field)
- 1963 : La Dernière Bagarre (Soldier in the Rain)
- 1964 : Le Crash mystérieux (Fate Is the Hunter)
- 1964 : Grand méchant loup appelle (Father Goose)
- 1965 : The Man Who Bought Paradise (TV)
- 1965 : Les Tueurs de San Francisco (Once a Thief)
- 1966 : La Bataille de la vallée du diable (Duel at Diablo)
- 1968 : La Symphonie des héros (Counterpoint)
- 1968 : Charly
- 1970 : Tick... Tick... Tick et la violence explosa
- 1970 : Soldat bleu (Soldier Blue)
- 1971 : Flight of the Doves
- 1972 : La Colère de Dieu (The Wrath of God)
- 1975 : Le Vent de la violence (The Wilby Conspiracy)
- 1976 : Embryo
- 1978 : Because He's My Friend (TV)
- 1978 : A Hero Ain't Nothin' But a Sandwich (en)
- 1978 : Lady of the House (TV)
- 1979 : You Can't Go Home Again (TV)
- 1979 : Christmas Lilies of the Field (TV)